# Bloqueig telefònic
El bloqueig telefònic o BT és un tipus de bloqueig ferroviari, el més senzill tecnològicament. La seva tendència és la substitució per uns altres més moderns.
El seu objectiu, com en tots els bloquejos, és evitar que un tren aconsegueixi o col·lideixi amb un altre. Es basa a mantenir un sol tren en el tram de via entre dues estacions. Para això l'agent encarregat de la circulació de l'estació de la qual va a sortir el tren haurà de demanar permís a l'estació de destinació. El cap de circulació de la següent estació, després de comprovar que el cantó està lliure de trens, concedirà el permís per utilitzar el tram. Això es realitza amb uns textos normalitzats o telefonèmes i, normalment, com a mitjà de comunicació entre les estacions s'utilitza el telèfon.
Fins que el tren no arriba a l'estació de destinació, complet i sense anormalies, cap dels caps de circulació de les estacions col·laterals pot donar autorització a un altre tren a utilitzar la via.

## Desavantatges
El principal desavantatge d'aquest sistema és la poca càrrega ferroviària que permet, només un tren entre les dues estacions, de vegades de més de 50 km entre elles i amb un temps de recorregut llarg. A més, és imprescindible la comunicació entre les dues estacions.
Quant a la seguretat el sistema no evita les fallades humanes. Un agent de circulació pot, per error, donar la sortida a un tren sense permís de l'estació de destinació, la qual cosa pot provocar col·lisions o abastos. Un exemple és l'accident que es va produir en Chinchilla de Montearagón a Albacete, amb un xoc frontal entre dos trens, un de mercaderies i un de viatgers, que va provocar 19 morts el 3 de juny de 2003.